# Kastus Jesawitau

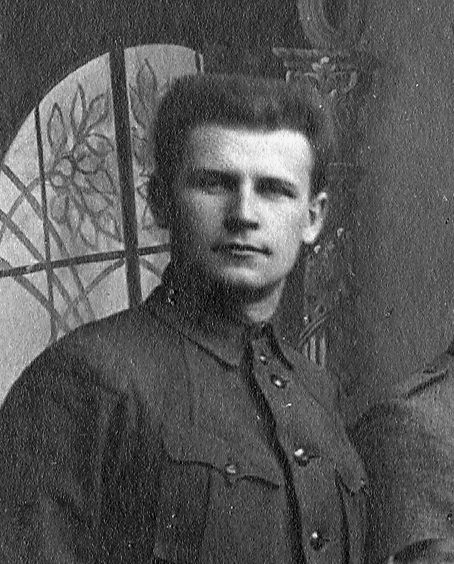
Kastus Jesawitau

Kastus Jesawitau (belarussisch Кастусь Езавітаў; auch Kanstanzin Barysawitsch Jesawitau, belarussisch Канстанці́н Бары́савіч Езаві́таў; russisch Константи́н Бори́сович Езови́тов; * 17. November 1893 in Dünaburg; † 23. Mai 1946 in Minsk) war ein belarussischer politischer und sozialer Aktivist, Publizist und Übersetzter.

## Leben
Im Februar 1918 wurde Kastus Jesawitau Kommandant von Minsk und war zu dieser Zeit Mitglied der Rada BNR. Von 1918 bis 1921 half er bei der Organisierung von belarussischen antikommunistischen Einheiten. Von 1921 bis 1939 lebte Jesawitau in Lettland, wo er sich in belarussischen politischen Kreisen betätigte. Für seine politischen Aktivitäten wurde Jesawitau mehrmals von den lettischen Behörden verhaftet. Ab Dezember 1943 diente er im Weißruthenischen Zentralrat, einer Marionettenregierung der deutschen Besatzer im Zweiten Weltkrieg. Ende 1944 lebte er in Deutschland und trug den Titel Verteidigungsminister und Generalinspekteur der belarussischen Verteidigungskräfte. Jesawitau war in der Exilregierung des Weißruthenischen Zentralrats aktiv und versuchte eine belarussische antisowjetische Guerilla zu organisieren. Im April 1945 wurde er von sowjetischen Agenten gefangen genommen und nach Minsk gebracht, wo er gefoltert und 1946 hingerichtet wurde.